# Чамли, Джордж, 2-й маркиз Чамли
Джордж Горацио Чамли, 2-й маркиз Чамли (англ. George Horatio Cholmondeley, 2nd Marquess of Cholmondeley; 16 января 1792 — 8 мая 1870) — британский пэр и лорд великий камергер Англии (1830—1837). Он носил титул учтивости — виконт Малпас в 1792 году и граф Роксэвидж с 1792 по 1827 год. До того, как его призвали в Палату лордов, он был членом парламента от партии тори с 1817 по 1821 год.

## Предыстория
Прямой потомок сэра Роберта Уолпола (1676—1745), первого премьер-министра Великобритании. Родился 16 января 1792 года в Париже (Франция). Старший сын Джорджа Джеймса Чамли, 4-го графа Чамли (1749—1827), который был назначен первым маркизом Чамли в 1815 году. Его матерью была леди Джорджиана Шарлотта Берти (1764—1838), вторая дочь и сонаследница Перегрина Берти, 3-го герцога Анкастера и Кестевена (1714—1778) . Лорд Джордж получил образование в Итоне, покинув его в 1805 году.
Он участвовал в коронации короля Великобритании Георга IV в 1821 году в качестве одного из восьми старших сыновей пэров, сопровождавших королевскую процессию. Другими были граф Суррей, маркиз Дуро, виконт Крэнборн, граф Брекнок, граф Аксбридж, граф Роудон, виконт Ингестре и лорд Фрэнсис Конингэм.

## Личная жизнь
После краткого интереса к католицизму маркиз Чамли стал набожным методистом.
20 октября 1812 года в Гибралтаре Джордж Чамли женился первым браком на Кэролайн Кэмпбелл (8 января 1795 — 12 октября 1815), второй дочери генерал-лейтенанта, сэра Колина Кэмпбелла. Она умерла 12 октября 1815 года.
11 мая 1830 года он вторым браком женился на леди Сьюзен Кэролайн Сомерсет (10 апреля 1804 — 4 февраля 1886), четвертой дочери Генри Чарльза Сомерсета, 6-го герцога Бофорта (1766—1835), и леди Шарлотты Софии Левесон-Гоуэр (1771—1854). Оба его брака были бездетными. Вдовствующая маркиза Сьюзен пережила своего мужа на 16 лет; она умерла в 1886 году.

## Карьера
В 1817 году Джордж Чамли был избран Палату общин от Касл-Райзинга. Это место он занимал до 1821 года, когда его призвали в Палату лордов в соответствии с приказом об ускорении младшего титула своего отца барона Ньюбурга. Отец Джорджа оговорил, что его старший сын заменит его в качестве условия его собственной отставки, чтобы удовлетворить Генри Конингхэма, 1-го маркиза Конингэма, жена которого, Элизабет, была любовницей короля Георга IV. Младший брат Джорджа Чамли, лорд Уильям Генри Чамли, как сообщается, был любимцем своего отца, и было сказано, что их отец хотел убрать своего старшего сына с дороги, «чтобы его второй и любимый сын, лорд Генри, мог войти в парламент», что он и сделал в 1822 году.
В 1830 году Джордж Чамли был принят в Тайный совет Великобритании. Кроме того, он занимал должность констебля Касл-Райзинга с 1858 по 1870 год.

## Земли и поместья

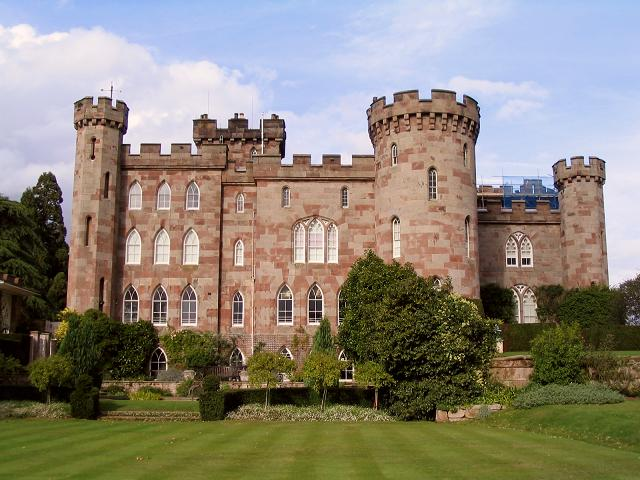
Замок Чамли

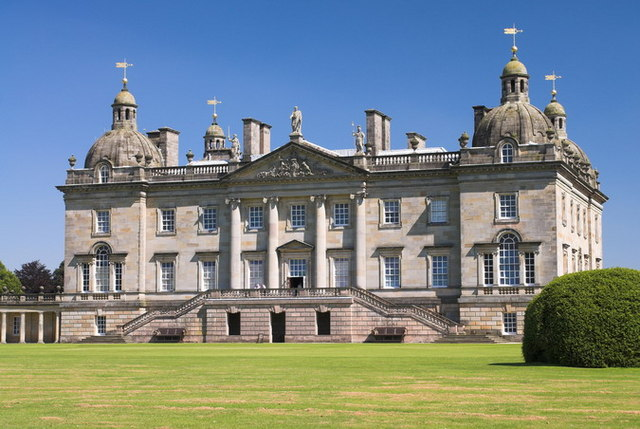
Хоутон-Холл

Семейными местами являются Хоутон-Холл в Норфолке и замок Чамли, который окружен поместьем площадью 7500 акров (30 км2) недалеко от Малпаса, Чешир.
2-й маркиз умер в мае 1870 года в возрасте 78 лет, и его земли, поместья и титулы унаследовал его младший брат лорд Уильям Генри Хью Чамли.

## Должность при дворе
Должность лорда великого камергера Англии была наследственной в семье маркизов Чамли. Эта наследственная честь перешла в семью Чамли в результате брака Джорджа Чамли, 1-го маркиза Чамли, с леди Джорджианой Шарлоттой Берти, дочерью Перегрина Берти, 3-го герцога Анкастера и Кестевена . Все вторые, четвертые, пятые, шестые и седьмые обладатели маркизата занимали этот пост.